# Nene
Nene (1546-1624) foi uma aristocrata do periodo Sengoku, inteligente e bonita, esposa de Toyotomi Hideyoshi.